# Pottsboro
Pottsboro kisváros az USA Texas államában, Grayson megyében. Lakosainak száma 2488 fő (2020. április 1.).

## Népesség
A település népességének változása:

| 2010 | 2 160 |
| 2020 | 2 488 |